# Z 20 Karl Galster
Le Z 20 Karl Galster est l'un des six destroyers de la classe Type 1936 de la Kriegsmarine.
Le nom du navire est un hommage au capitaine-lieutenant Karl Galster, mort pendant la Première Guerre mondiale le 25 mars 1916, commandant du torpilleur SMS S 22 qui touche une mine et coule en mer du Nord.

## Histoire
Au début de la Seconde Guerre mondiale, le destroyer participe à la pose de mines sous-marines en mer du Nord en compagnie des destroyers Diether von Roeder, Hermann Künne et Hans Lüdemann.
Du 28 au 30 septembre 1939, le Karl Galster participe avec les destroyers Wilhelm Heidkamp, Bernd von Arnim, Erich Giese, Diether von Roeder, Hermann Künne et Hans Lüdemann à la guerre de course au Skagerrak. Le 17 et 18 octobre, il pose des mines dans l'embouchure du Humber avec les destroyers Wilhelm Heidkamp, Hermann Künne, Diether von Roeder, Friedrich Eckoldt et Hans Lüdemann. Le 12 et 13 novembre, il pose des mines dans l'estuaire de la Tamise avec les destroyers Hans Lüdemann, Wilhelm Heidkamp et Hermann Künne.
Après l'opération Weserübung, il est le seul destroyer de sa classe à ne pas avoir sombré.
Après la fin de la Seconde Guerre mondiale, le destroyer aide les réfugiés à traverser la mer Baltique. Il est ensuite donné à l'Union Soviétique comme tribut de guerre. Dans la première semaine de février 1946, le Karl Galster et le Friedrich Ihn sont livrés à Liepāja. Le Karl Galster entre en service sous le nom de Protschny (Прочный). Le navire est déclassé en 1956 et perdu de vue par les services de renseignements américains à partir de janvier 1965.